# 外之國的少女
《外之國的少女》是由日本漫畫家Nagabe（ながべ）繪畫的黑暗奇幻題材日本漫畫作品，於2015年9月5日開始連載於《月刊Comic Garden》和MAGCOMI，單行本全11巻。

## 劇情
很久很久以前，在人類所居住的世界「內之國」之外，還有一個居住著非人生物的受詛咒地方「外之國」，而後者的詛咒正慢慢地向前者蔓延。有一天，非人生物的主角「老師」在外之國遇見被親人遺棄的少女汐華，在不忍心她獨自一人的情況下，「老師」決定負起照顧汐華的責任，但也為是否應告訴她其實是棄子一事感到苦惱。
「老師」曾經是普通的人類，但在「外之國」受到詛咒後便成為非人生物。為了不讓汐華受詛咒，「老師」並不願意作任何的身體接觸，生怕她會變成像自己一樣的非人生物。

## 登場人物
※ 各登場人物配音演員均為在長篇動畫版擔任的聲優（OVA短篇動畫無配音）。
老師（聲：福山潤）
主人公。居住在「外之國」非人生物，被汐華以「老師」稱之，在作中一貫以黑衣或西服背心配白色襯衫示人。
最初是人類，但後來受到詛咒後成為頭上長著類似於捻角山羊角的非人生物，且感受不到疼痛，也不需要進食和睡眠。
汐華（聲：高橋李依）
被遺棄在「外之國」的「內之國」少女。在作中主要穿著白色的衣服。
外之者
與「老師」一樣居住在「外之國」，頭上長著多條樹枝的黑身鹿頭非人生物。
自稱為「黑之子」，稱呼老師作「外鄉人」，可能是一開始便居住在「外之國」的人。
阿姨
在汐華被遺棄在「外之國」前負責照顧她的老婦人。

## 發行
《外之國的少女》由Nagabe（ながべ）撰寫和繪畫，並在2015年9月6日（2015年10月號）於Mag Garden旗下的《月刊Comic Garden》開始連載。漫畫的日文單行本由Mag Garden以Blade Comics的叢書名義下發行，目前發行至第10集，於2020年9月10日公開發售。
《外之國的少女》在台港澳地區的代理發行商為東立出版社，中国大陆由中信出版社代理。而英文版由七海娛樂在北美代理發行，其單行本標題為「The Girl From the Other Side: Siúil, a Rún」，其中「Siúil, a Rún」指的是愛爾蘭民謠《朝愛奔跑》。法文版的代理發行商為Komikku Éditions；意大利文版為J-Pop；西班牙文版為ECC Cómics；葡萄牙文版（巴西）為DarkSide Books；俄文版則是Istari Comics。

### 出版書籍
| 卷數   | Mag Garden     | Mag Garden                                                            | 東立出版社     | 東立出版社             | 中信出版社 | 中信出版社             |
| 卷數   | 發售日期       | ISBN                                                                  | 發售日期       | ISBN                   | 發售日期   | ISBN                   |
| ------ | -------------- | --------------------------------------------------------------------- | -------------- | ---------------------- | ---------- | ---------------------- |
| 1      | 2016年3月10日  | ISBN 978-4-8000-0545-8                                                | 2017年2月15日  | ISBN 978-9-8647-0967-0 | 2025年3月  | ISBN 978-7-5217-7199-2 |
| 2      | 2016年9月10日  | ISBN 978-4-8000-0612-7                                                | 2018年10月11日 | ISBN 978-9-8647-0968-7 | 2025年3月  | ISBN 978-7-5217-7199-2 |
| 3      | 2017年4月10日  | ISBN 978-4-8000-0671-4（普通版） ISBN 978-4-8000-0650-9（初回限定版） | 2019年5月6日   | ISBN 978-9-8648-6355-6 | 2025年3月  | ISBN 978-7-5217-7199-2 |
| 4      | 2017年10月10日 | ISBN 978-4-8000-0720-9（普通版） ISBN 978-4-8000-0712-4（初回限定版） | 2019年7月29日  | ISBN 978-9-5726-0318-5 | 2025年3月  | ISBN 978-7-5217-7199-2 |
| 5      | 2018年4月10日  | ISBN 978-4-8000-0757-5（普通版） ISBN 978-4-8000-0746-9（初回限定版） | 2020年1月16日  | ISBN 978-9-5726-2735-8 | 2025年3月  | ISBN 978-7-5217-7199-2 |
| 6      | 2018年10月10日 | ISBN 978-4-8000-0801-5                                                | 2020年11月27日 | ISBN 978-9-5726-3222-2 | 2025年3月  | ISBN 978-7-5217-7199-2 |
| 7      | 2019年3月9日   | ISBN 978-4-8000-0836-7（普通版） ISBN 978-4-8000-0811-4（初回限定版） | 2022年4月11日  | ISBN 978-957-26-3223-9 | 2025年3月  | ISBN 978-7-5217-7199-2 |
| 8      | 2019年9月10日  | ISBN 978-4-8000-0891-6（普通版） ISBN 978-4-8000-0851-0（初回限定版） | 2023年5月5日   | ISBN 978-9-5726-4573-4 | 2025年3月  | ISBN 978-7-5217-7199-2 |
| 9      | 2020年3月10日  | ISBN 978-4-8000-0946-3                                                | 2024年4月15日  | ISBN 978-626-360-175-8 | 2025年3月  | ISBN 978-7-5217-7199-2 |
| 10     | 2020年9月10日  | ISBN 978-4-8000-1011-7                                                |                |                        | 2025年3月  | ISBN 978-7-5217-7199-2 |
| 11     | 2021年4月9日   | ISBN 978-4-8000-1065-0                                                |                |                        | 2025年3月  | ISBN 978-7-5217-7199-2 |
| 番外篇 | 2022年3月10日  | ISBN 978-4-8000-1117-6                                                |                |                        |            |                        |

## 短篇動畫
2019年3月11日，Production I.G宣佈旗下分公司WIT STUDIO將會把《外之國的少女》改編成10分鐘的短篇原創動畫錄影帶，由久保雄太郎和米谷聰美執導，並會在同年9月10日與日文版的第8卷單行本一起捆綁發售。WIT STUDIO稱他們在創作過程中實驗性地使用了新的表達手法。在單行本發行前，OVA曾在2019年8月1日於蒙特利爾加拿大奇幻電影節短暫首映。之後《外之國的少女》亦在同年10月12日於格拉斯哥的蘇格蘭愛動畫電影節公映。
在2020年9月舉行的渥太華國際動畫電影節上，《外之國的少女》會參加其「為年輕觀眾而製作的電影/影片」環節。

## 長篇動畫
2021年3月5日，宣佈《外之國的少女》將改編為長篇動畫，同時公開了預告PV及主視覺圖。長篇動畫與2019年的短篇動畫同樣由WIT STUDIO製作，久保雄太郎和米谷聰美執導，於2022年3月10日以OAD形式隨單行本番外篇特裝版發售。

### 音樂
主題歌《Touch of Hope》
作曲、编曲：椿山日南子，作词：岩里祐穗，主唱：牧野由依

## 評價
《外之國的少女》在2018年獲得安古蘭國際漫畫節的最佳漫畫提名。該作的第1卷單行本在同年亦被美國圖書館協會的青少年圖書館服務協會列進他們評選的「優秀青少年圖像小說」名單內。2019年，《外之國的少女》憑著其第3、第4和第5卷單行本再次入選「優秀青少年圖像小說」名單。
電影版在2022年的Anifilm捷克國際動畫電影節獲頒觀眾獎。

## 外部連結
- 外之國的少女（漫畫）在動畫新聞網百科全書中的資料（英文）
- 《外之國的少女》在月刊Comic Garden的公式網站 （页面存档备份，存于）
- "Review – Exploring Relationship in a Gothic Setting in Nagabe's The Girl From the Other Side" （页面存档备份，存于） at Comics Beat